# Gaston Julia

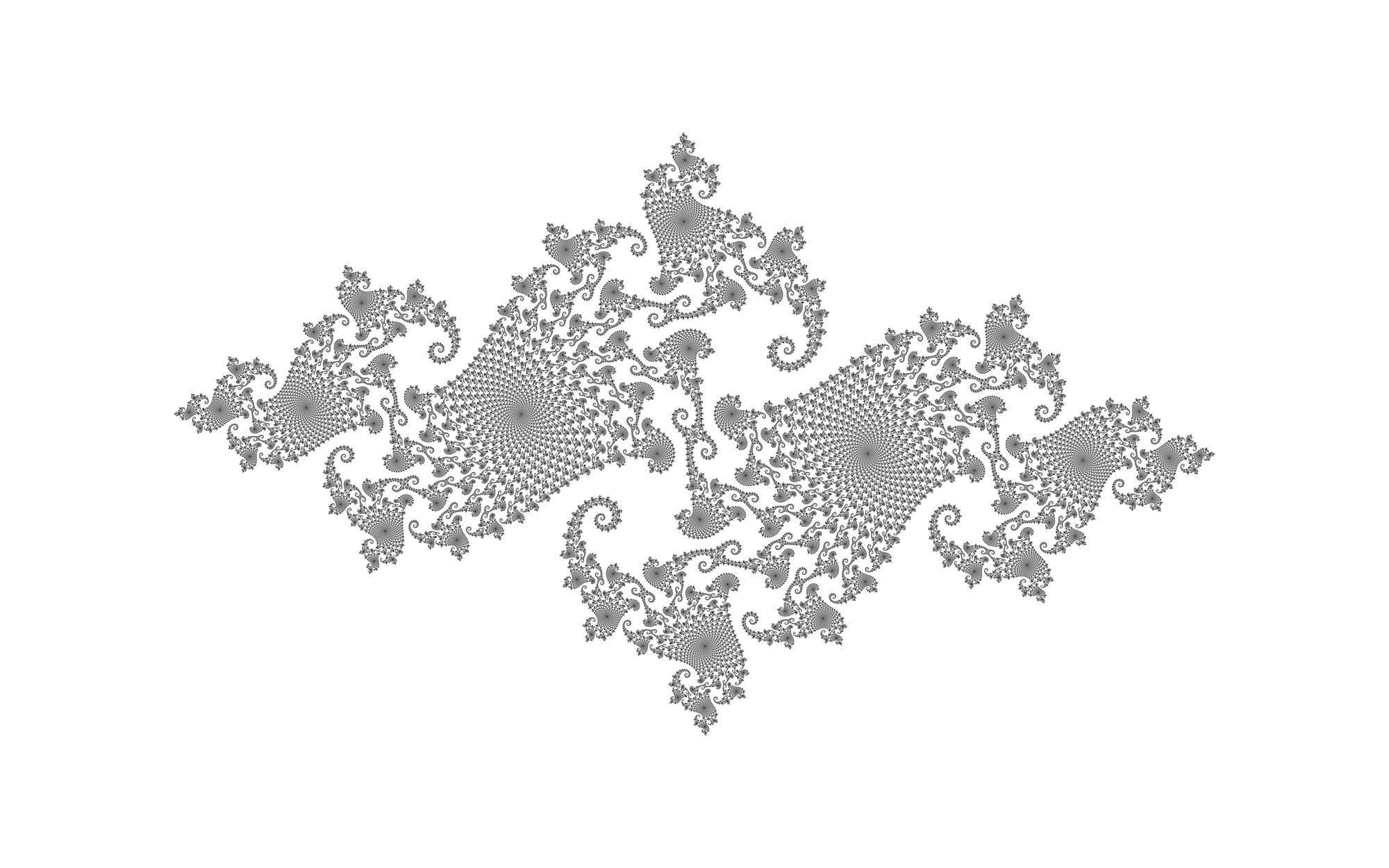
Fractal de Julia

Gaston Maurice Julia (Sidi Bel Abes, Argelia; 3 de febrero de 1893-París, Francia; 19 de marzo de 1978)  fue un matemático francés.

## Biografía
Sus padres eran de origen catalán [cita requerida]., establecidos en Argelia, donde nació Gaston.
Julia fue un precursor en lo que hoy se conoce como fractales. Fue el primero en estudiar el tema y en explicar cómo a partir de cualquier función compleja se puede fabricar, por medio de una sucesión definida por inducción, un conjunto cuya frontera es imposible de dibujar a pulso por ser de longitud infinita, entre otras propiedades.
Su notoriedad culminó al ser publicado su artículo Informe sobre la iteración de las funciones racionales (Mémoire sur l'itération des fonctions rationnelles) en la revista francesa de matemáticas Journal de Mathématiques Pures et Appliquées. Este artículo de 199 páginas le permitió ser galardonado por la Academia de las Ciencias Francesa.
Sin embargo, en su vida no tuvo mucha fama. En efecto, murió antes de que se volvieran muy populares los fractales, a inicios de los años ochenta. Este interés tardío, que sigue vivo hoy, fue debido al segundo padre de éstos, el matemático polaco Benoit Mandelbrot, quien tuvo una ventaja enorme sobre Gaston Maurice Julia: pudo aprovechar la invención del ordenador. Todas las propiedades de los fractales que estableció Julia a fuerza de cálculos y deducciones, con papel y lápiz, las podían observar en su pantalla Mandelbrot y los millones de propietarios de ordenadores personales con modo gráfico. A finales de los ochenta, los artistas se interesaron en el conjunto de Mandelbrot y, en menor medida, en los conjuntos de Julia, que están intrínsecamente relacionados.
Tampoco tuvo mucha suerte Gaston Julia en su vida privada, pues tuvo que interrumpir sus prometedores estudios a los 20 años a causa de la Primera Guerra Mundial, donde perdió su nariz. Numerosas operaciones de cirugía no pudieron recomponerla y tuvo que llevar una pequeña máscara el resto de su vida.

## Obra
- Oeuvres, 6 v., Paris, Gauthier-Villars 1968-1970 (eds. Jacques Dixmier, Michel Hervé, prólogo de Julia).

- Leçons sur les Fonctions Uniformes à Point Singulier Essentiel Isolé, Gauthier-Villars 1924[1]

- Eléments de géométrie infinitésimale, Gauthier-Villars 1927

- Cours de Cinématique, Gauthier-Villars 1928, 2.ª ed. 1936[2]

- Exercices d'Analyse, 4 v. Gauthier-Villars, 1928 - 1938, 2.ª ed. 1944, 1950

- Principes Géométriques d'Analyse, 2 v. Gauthier-Villars, 1930,[3] 1932[4]

- Essai sur le Développment de la Théorie des Fonctions de Variables Complexes, Gauthier-Villars 1933[5]

- Introduction Mathématique aux Theories Quantiques, 2 v. Gauthier-Villars 1936, 1938,[6] 2.ª ed. 1949, 1955

- Eléments d'algèbre, Gauthier-Villars 1959

- Cours de Géométrie, Gauthier-Villars 1941

- Cours de géométrie infinitésimale, Gauthier-Villars, 2.ª ed. 1953

- Exercices de géométrie, 2 v. Gauthier-Villars 1944, 1952

- Leçons sur la représentation conforme des aires simplement connexes, Gauthier-Villars 1931, 2.ª ed. 1950

- Leçons sur la représentation conforme des aires multiplement connexes, Gauthier-Villars 1934

- Traité de Théorie de Fonctions, Gauthier-Villars 1953

- Leçons sur les fonctions monogènes uniformes d'une variable complexe, Gauthier-Villars 1917

- Étude sur les formes binaires non quadratiques à indéterminées réelles ou complexes, ou à indéterminées conjuguées, Gauthier-Villars 1917